# Hydrangea integrifolia
Hydrangea integrifolia är en hortensiaväxtart som beskrevs av Bunzo Hayata. Hydrangea integrifolia ingår i släktet hortensior, och familjen hortensiaväxter. Inga underarter finns listade i Catalogue of Life.

## Bildgalleri

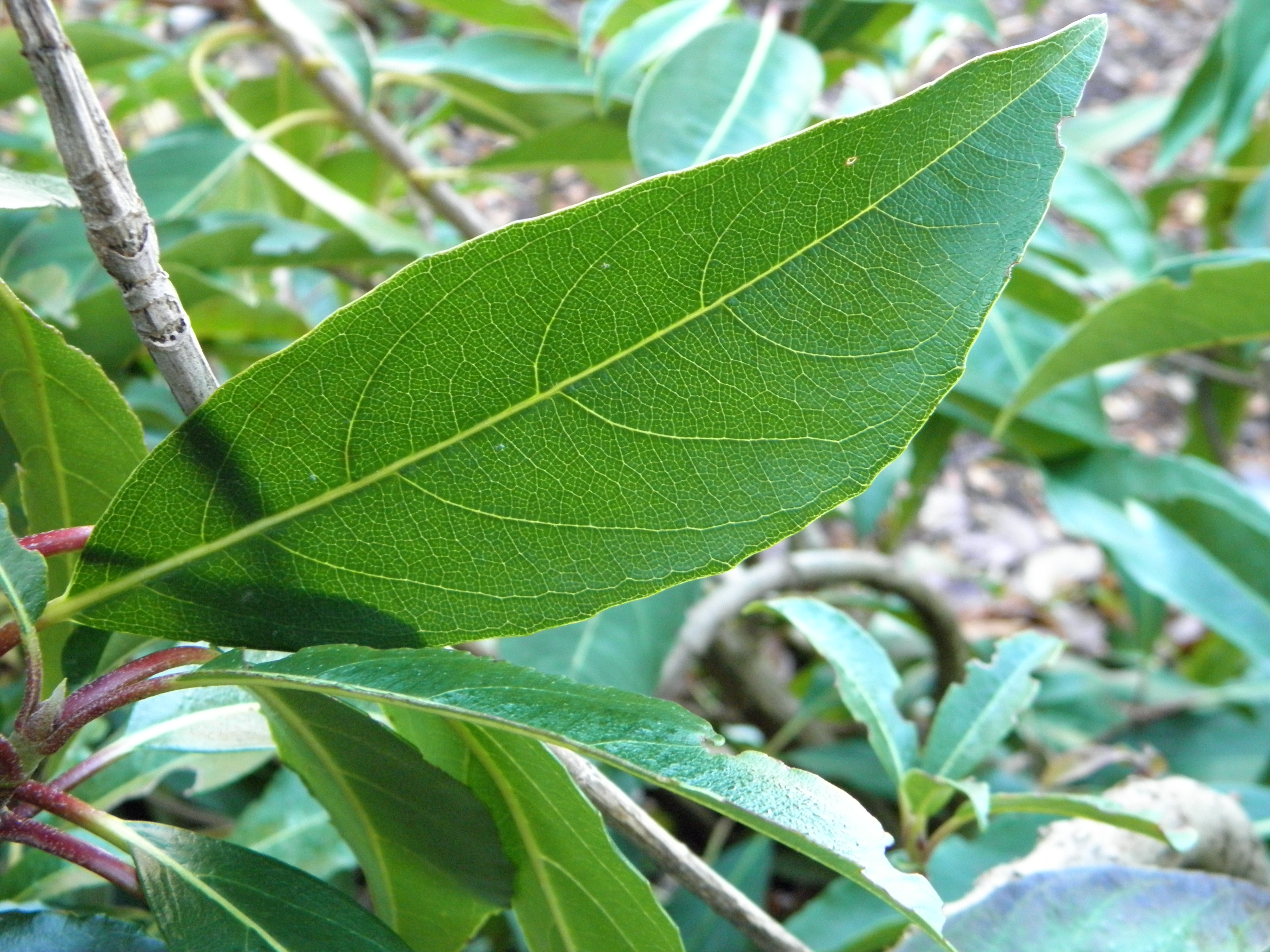
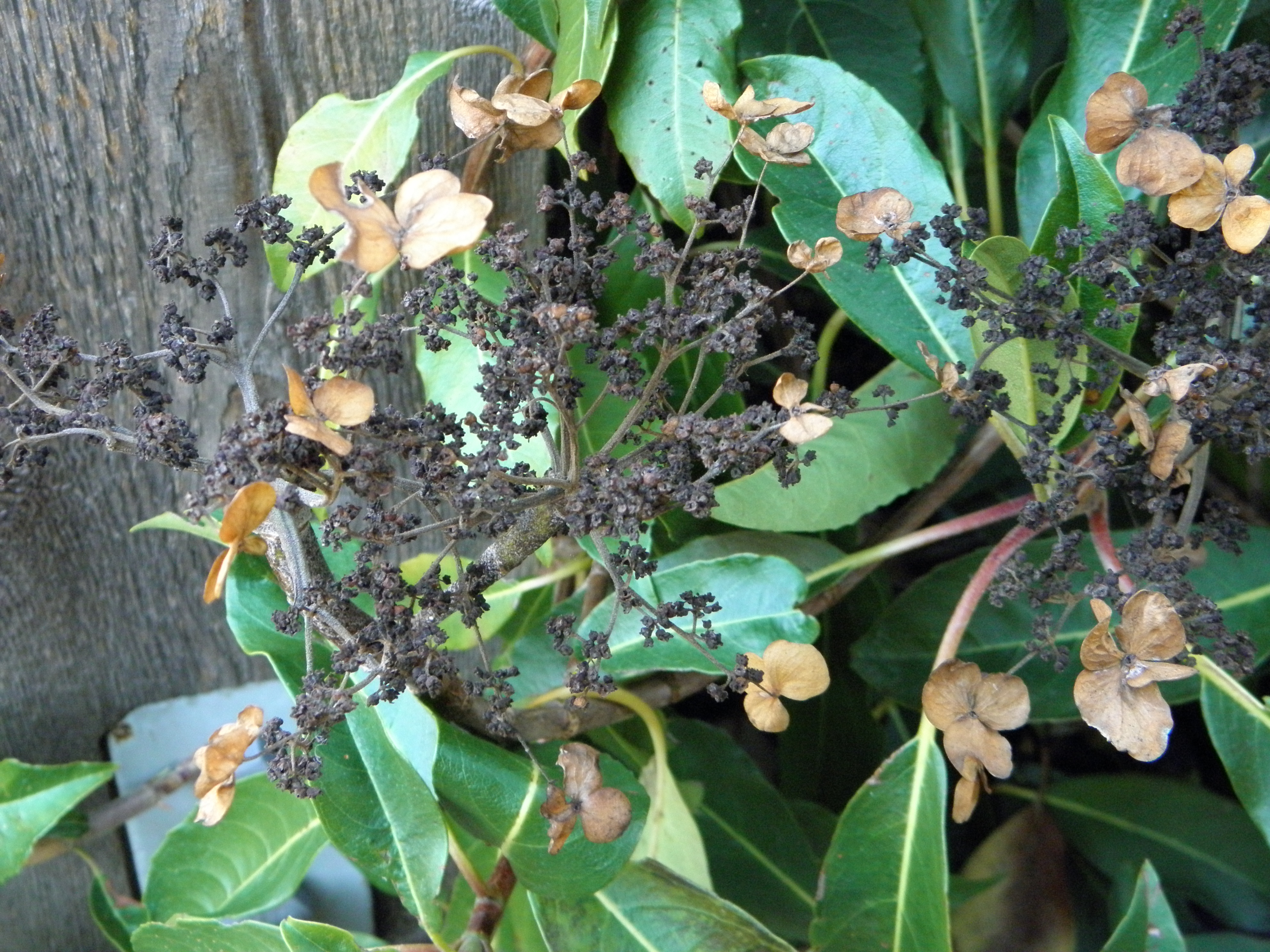
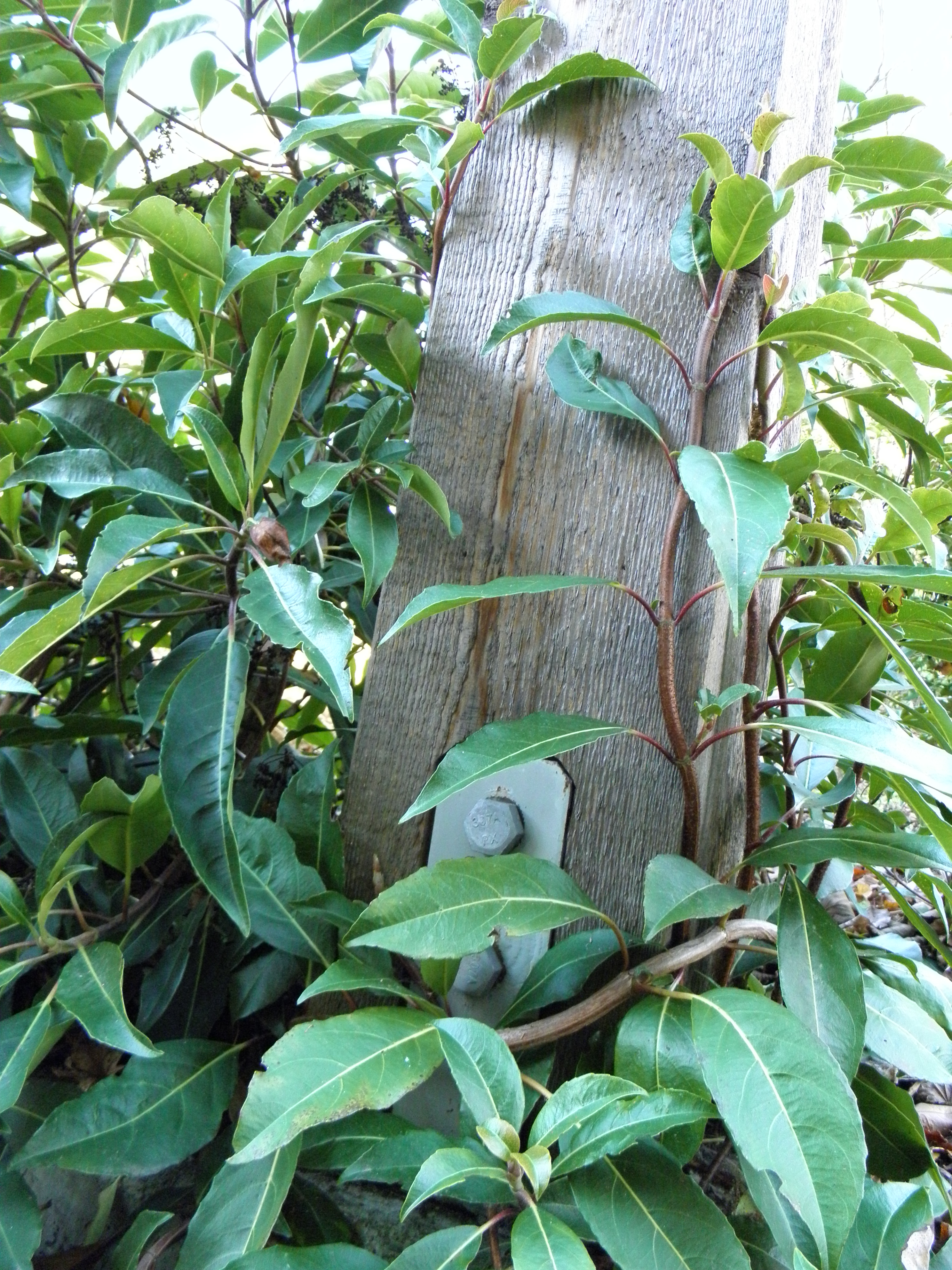